# 辛根
霍恩特维尔山麓辛根，通称辛根（德語：Singen，發音：[ˈzɪŋən] ⓘ），是德国巴登-符腾堡州弗赖堡行政区康斯坦茨县的城市，面积61.77平方千米，2023年12月31日人口为49,518人。

## 友好城市
辛根与以下城市结为友好城市：
- 法國 拉西奥塔（1968年）
- 義大利 波梅齊亞（1974年）
- 斯洛維尼亞 采列（1989年）
- 乌克兰 科別利亞基（1993年）